# Рудник Голден-Кросс
Рудник Голден-Кросс — колишнє гірничодобувне підприємство на Північному острові Нової Зеландії.
Вперше золото в районі майбутньої копальні виявили в 1892-му, а наступного року права на розробку родовища придбала Golden Cross Gold Mining Company. Вона одразу інвестувала у обладнання для вилучення золота, а в 1894-му розпочала використання новітньої технології ціанування. З 1895-го копальня перейшла до Waitekauri Gold Mining Company, яка проклала залізничну колію завдовжки 5 миль до своєї фабрики з вилучення золота. Розробка велась підземним способом і тривала до 1904 року та була припинена, оскільки поклад не мав поширення у глибину.
В 1906-му права на копальню викупив новий власник, що розпочав вилучення золота з більш бідного покладу. Роботи велись до 1920-го, коли були остаточно зупинені. На цей час накопичений видобуток з самого початку експлуатації склав 2,5 тонни золота.
В 1986-му дещо північніше від старої копальні відкрили рудне тіло «Емпайр», що викликало до життя проект відновлення розробки, яким опікувались Coeur d'Alene (далі Coeur New Zealand Limited) та Viking Mining Company (мали 80 % та 20 % відповідно). Роботи стартували в 1991 році та велись комбінованим способом — підземним на «Емпайр» та за допомогою кар'єру в місці неглибокого залягання золотоносних кварцитів. 
Наприкінці того ж десятиліття виявили зсув, розвиток якого загрожував руйнуванням дамби хвостосховища, а роботи зі стабілізації вимагали великих капіталовкладень. Це та падіння цін на золото призвело у 1998-му до закриття копальні, при цьому з 1991 по 1998 роки вилучили 5,1 млн тонн руди, з якої отримали 20,6 тонн золота та 53 тонни срібла (накопичений видобуток срібла з кінця XIX століття склав 72 тонни).